# غويلرمو هرنانديز ميدينا
غويلرمو هرنانديز ميدينا (بالإسبانية: Guillermo Hernández Medina)‏ (18 فبراير 1971 في المكسيك - ) هو لاعب كرة قدم مكسيكي في مركز الدفاع. لعب مع نادي تيكوس ونادي غوادالاخارا وتيبورونيس روخوس دي فيراكروز ونادي كوريكامينوس ‏ ونادي كيريتارو.

## مسيرته الكروية
لعب غويلرمو هرنانديز ميدينا خلال مسيرته الاحترافية مع 5 أندية في ثلاثة عشر موسمًا وسجل خلالها 9 أهداف ضمن 175 مباراة. ولم يفز بأي موسم بالكأس وفاز في موسم واحد بالدوري.
خاض غويلرمو هرنانديز ميدينا مسيرته مع نادي غوادالاخارا في موسم 1990–91 ليلعب معه سبعة مواسم، مشاركًا في 94 مباراة سجل خلالها 7 أهداف. ثم انتقل إلى نادي تيبورونيس روخوس دي فيراكروز في موسم 1997–98 لمدة موسم واحد، حيث شارك في 24 مباراة سجل خلالها هدفين. لينتقل بعدها إلى نادي تيكوس في موسم 1998–99 في المرة الأولى ولمدة موسمين ثم في موسم 2001–02 لمدة موسم واحد، مشاركًا طوالها في 40 مباراة ولم يسجل أي هدف. ثم انتقل إلى نادي كوريكامينوس ‏ في موسم 2000–01 لمدة موسم واحد، مشاركًا في 12 مباراة ولم يسجل أي هدف أيضًا. هذا وانتقل لاحقًا إلى نادي كيريتارو في موسم 2002–03 لمدة موسم واحد، مشاركًا في 5 مباريات ولم يسجل أي هدف أيضًا.

## وصلات خارجية
- غويلرمو هرنانديز ميدينا على موقع قاعدة بيانات كرة القدم.إي يو (الإنجليزية)
- غويلرمو هرنانديز ميدينا على موقع ناشيونال فوتبول تيمز (الإنجليزية)